# Schutzering
Schutzering war ein Ortsteil der Gemeinde Rattenberg im Landkreis Straubing-Bogen. Heute wird der Ort dem Ortsteil Oberbocksberg zugerechnet.
Der Ort liegt westlich unterhalb der Kreisstraße SR 38.

## Geschichte
Schutzering gehörte zum Landgericht Mitterfels und zur Pfarrei Rattenberg. Die Einöde war bis zum Jahr 1970 ein Ortsteil der ehemaligen Gemeinde Siegersdorf, die nach Rattenberg eingemeindet wurde. Historische Schreibweisen ist auch Schützering.

## Einwohnerentwicklung
- 1838: 00 6 Einwohner[4]
- 1860: 00 5 Einwohner[5]
- 1871: 07 7 Einwohner[6]
- 1875: 00 6 Einwohner[7]
- 1885: 00 8 Einwohner[8]
- 1900: 00 5 Einwohner[9]
- 1913: 00 5 Einwohner[10]
- 1925: 00 8 Einwohner[11]
- 1950: 00 9 Einwohner[12]
- 1961: 00 8 Einwohner[13]
- 1970: 00 4 Einwohner[1]